# Trofeo Nico Sapio
Il Trofeo Nico Sapio è una manifestazione natatoria a cadenza annuale che si disputa a Genova, presso il Complesso Polisportivo Sciorba. Istituito nel 1974 dall'UISP di Genova in onore del giornalista sportivo Nico Sapio, deceduto otto anni prima assieme a sette atleti della Nazionale azzurra di nuoto nella tragedia di Brema, nel novembre del 2017 è giunto alla 44ª edizione.

## Storia
Nato per commemorare la scomparsa dell'omonimo giornalista Rai di stanza a Genova, il trofeo partì come manifestazione juniores di livello regionale, tanto da ricadere sotto la definizione di "Criterium giovanile di nuoto", salvo poi allargarsi nel giro di breve tempo all'intero territorio nazionale, abbandonando al contempo la connotazione di manifestazione esclusivamente giovanile. Aprendo agli assoluti, il trofeo vide aumentare di parecchio la sua caratura, finendo col fungere da tappa obbligata o quasi per chi stesse preparando i grandi eventi continentali e mondiali, oltre che da richiamo per atleti anche stranieri di consolidata fama internazionale.
Il 1996 fu l'anno della svolta: il Sapio entrò a far parte del Grand Prix Arena, e l'appoggio del colosso dell'abbigliamento sportivo gli garantì la partecipazione in misura sempre più rilevante di campioni affermati, cosa che fra l'altro gli consentì di approdare sull'emittente televisiva nazionale. Ormai non più in grado di tenere il passo col livello internazionale raggiunto dalla manifestazione, la UISP di Genova si vide costretta a passare il testimone alla Genova Nuoto, che le subentrò nel 1998.
A seguito dell'uscita dell'Arena, avvenuta nel 2004, la manifestazione passò sotto l'egida della FIN, che la inserì nel circuito del Gran premio Italia. In seguito, con la chiusura dello stesso, il trofeo si riappropriò dello status di manifestazione indipendente.
Pur se ridimensionato rispetto ai fasti degli anni '90 e primi duemila, il Nico Sapio rimane uno degli appuntamenti più importanti del panorama natatorio italiano, tanto da essere valevole come prova di qualificazione ai campionati continentali.
Stabilmente inserito nel calendario dei meeting LEN, conta ogni anno più di mille partecipanti, fra i quali si sono succeduti campioni del calibro di Domenico Fioravanti, Federica Pellegrini, César Cielo, Pieter van den Hoogenband, Natalie Coughlin, László Cseh, Therese Alshammar e molti altri. Diversi altresì sono stati i primati nazionali stabiliti nel corso della manifestazione.

## Programma
Il trofeo, aperto a club sia italiani che stranieri regolarmente iscritti alle rispettive federazioni nazionali, generalmente si svolge sull'arco di due o tre giornate, di cui almeno una interamente dedicata alle categorie giovanili. Il programma degli assoluti comprende tutte le gare individuali normalmente disputate in campo europeo e mondiale, eccezion fatta per gli 800 m, solo femminili, e i 1500 m, solo maschili.

## Albo d'oro
Qui di seguito l'albo d'oro della manifestazione, in cui figurano le compagini che hanno vinto la classifica generale nelle singole edizioni.
I SERIE
- 1ª edizione 1974 GENOVA NUOTO
- 2ª edizione 1975 S.S. STURLA
- 3ª edizione 1976 S.S. STURLA
- 4ª edizione 1977 S.S. STURLA (assegnazione definitiva)

II SERIE
- 1ª edizione 1978 S.S. STURLA
- 2ª edizione 1979 S.S. STURLA
- 3ª edizione 1980 S.S. STURLA (assegnazione definitiva)

III SERIE
- 1ª edizione 1981 S.S. STURLA
- 2ª edizione 1982 S.S. STURLA
- 3ª edizione 1983 A.N. SAVONA
- 4ª edizione 1984 A.N. SAVONA
- 5ª edizione 1985 A.N. SAVONA (assegnazione definitiva)

IV SERIE
- 1ª edizione 1986 R.N. SPEZIA
- 2ª edizione 1987 S.S. STURLA
- 3ª edizione 1988 U.S. LA CROCERA
- 4ª edizione 1989 S.S. STURLA
- 5ª edizione 1990 C.N. SABADELL
- 6ª edizione 1991 S.S. SNAM
- 7ª edizione 1992 R.N. CALPEDA
- 8ª edizione 1993 FIORENTINA N.CALPEDA
- 9ª edizione 1994 S.S. SNAM
- 10ª edizione 1995 S.S. SNAM (assegnazione definitiva)

V SERIE
- 1ª edizione 1996 S.S. SNAM
- 2ª edizione 1997 C.N. TORINO
- 3ª edizione 1998 D.D.S.
- 4ª edizione 1999 R.N. TORINO
- 5ª edizione 2000 R.N. TORINO
- 6ª edizione 2001 R.N. TORINO (assegnazione definitiva)

VI SERIE
- 1ª edizione 2002 R.N. TORINO
- 2ª edizione 2003 D.D.S.
- 3ª edizione 2004 R.N. TORINO
- 4ª edizione 2005 R.N. TORINO (assegnazione definitiva)

VII SERIE
- 1ª edizione 2006 R.N. TORINO
- 2ª edizione 2007 R.N. TORINO
- 3ª edizione 2008 R.N. TORINO (assegnazione definitiva)

VIII SERIE
- 1ª edizione 2009 R.N. TORINO
- 2ª edizione 2010 R.N. TORINO
- 3ª edizione 2011 Team Lombardia Nuoto MGM
- 4ª edizione 2012 SMGM Team Nuoto Lombardia
- 5ª edizione 2013 SMGM Team Nuoto Lombardia (assegnazione definitiva)

IX SERIE
- 1ª edizione 2014 R.N. TORINO
- 2ª edizione 2015 SMGM Team Nuoto Lombardia
- 3ª edizione 2016 SMGM Team Nuoto Lombardia[16]
- 4ª edizione 2017 Centro Sportivo Esercito[17]
- 5ª edizione 2018 Centro Sportivo Esercito
- 6ª edizione 2019 IN Sport Rane Rosse
- 7ª edizione 2020 sospesa per covid
- 7ª edizione 2021 IN Sport Rane Rosse